# Lista de empresas operadoras de satélites de comunicações
Esta é uma lista de todas as empresas que operam atualmente pelo menos um satélite de comunicação comercial ou tem atualmente um em ordem.
| Internacional |
| --- |
| - Horizons - RASCOM |
| África |
| Angola - Angosat (Angosat 1) (Angosat 2) Egito - Nilesat - Governo do Egito (Tiba 1) Nigéria - NigComSat Ltd República Democrática do Congo - Renetelsat (CongoSat 01) |
| Ásia e Oceania |
| Arábia Saudita - Arabsat Austrália - SingTel Optus - NewSat - NBN Co Bangladesh - BPT (Bangabandhu-1) Catar - Es'hailsat Cazaquistão - JSC KazSat China - China DBSAT Coreia do Sul - KT Corporation - KARI (COMS 1) Emirados Árabes Unidos - Thuraya - YahSat Hong Kong - APT Satellite Holdings Limited - Asia Broadcast Satellite - AsiaSat Índia - ISRO/Antrix (INSAT) - ISRO/DECU (Edusat・GSAT) Indonésia - PT Datakom - PT Telkom - ACeS - Bank Rakyat Indonesia (BRIsat) Irã - Agência Espacial Iraniana Israel - Spacecom Japão - Broadcasting Satellite System Corporation - NTT DoCoMo - SKY Perfect JSAT Corporation - DSN Corporation Laos - Laos National Authority for Science and Technology (Laosat 1) Malásia - Binariang Sdn. Bhd. (MEASAT) Paquistão - Comissão de Pesquisa do Espaço e Atmosfera Superior SUPARCO Singapura - Kacific Broadband Satellites - Singapore Telecommunications Sri Lanka - SupremeSAT (Pvt) Ltd Tailândia - Thaicom, anteriormente denominado de Shin Satellite Taiwan - Chunghwa Telecom Tonga - Tongasat Turquemenistão - Ministério turcomano das comunicações (TurkmenÄlem 520E) Vietname - VNPT |

| Europa |
| --- |
| Alemanha - Centro Aeroespacial Alemão (H2Sat) - OHB-System (Safir 2) Azerbaijão - Azercosmos Bielorrússia - Belintersat (Belintersat 1) Bulgária - Bulgaria Sat (BulgariaSat 1) Espanha - Hisdesat - Hispasat França - Eutelsat Grécia - Hellas Sat Luxemburgo - Intelsat - SES S.A. - LuxSpace Noruega - Telenor Países Baixos - SES World Skies Reino Unido - Avanti Communications - Inmarsat Rússia - Russian Satellite Communications Company - Gaskom Suíça - AOneSat Communications AG (AOneSat 1) Turquia - Turksat Ucrânia - Ukrkosmos (Lybid 1) |

| América do Norte |
| --- |
| Canadá - Ciel Satellite Group (Ciel 2) - Telesat Canada Estados Unidos - AprizeSat - DirecTV - Echostar - Globalstar - Hughes Network Systems (Spaceway) - Intelsat - Iridium Satellite LLC - New York Broadband LLC (Silkwave 1) - Orbcomm - SkyTerra - Spacenet - Sirius XM Holdings - 1worldspace - XTAR - ViaSat México - QuetzSat (QuetzSat 1) |
| América Central |
| Nicarágua - Instituto Nicaragüense de Telecomunicaciones y Correos (Nicasat 1) |
| América do Sul |
| Argentina - ARSAT Bolívia - Agência Espacial Boliviana (Túpac Katari 1) Brasil - Embratel Star One - Telebrás (SGDC) - INPE Venezuela - Agência Bolivariana para Atividades Espaciais (Venesat 1) |